# Bilisht
Bilisht là một đô thị trong quận Devoll thuộc hạt Korçë, Albania. Dân số năm 2005 là 6773 người.